# Isabel Zedlacher
Isabel Zedlacher (ur. 12 grudnia 1977 w Villach) – austriacka snowboardzistka. Zajęła 8. miejsce w gigancie na igrzyskach w Nagano. Jej najlepszym wynikiem na mistrzostwach świata w snowboardzie było 5. miejsce w slalomie na mistrzostwach w San Candido. Najlepsze wyniki w Pucharze Świata osiągnęła w sezonie 1996/1997, kiedy to była piąta w klasyfikacji generalnej, w klasyfikacji snowcrossu była czwarta, w klasyfikacji slalomu piąta, a w klasyfikacji giganta siódma.

## Sukcesy

### Igrzyska olimpijskie
| Miejsce | Dzień    | Rok  | Miejscowość | Konkurencja | Zwycięzca   |
| ------- | -------- | ---- | ----------- | ----------- | ----------- |
| 8.      | 9 lutego | 1998 | Nagano      | Gigant      | Karine Ruby |

### Mistrzostwa Świata
| Miejsce | Dzień       | Rok  | Miejscowość          | Konkurencja       | Zwycięzca                   |
| ------- | ----------- | ---- | -------------------- | ----------------- | --------------------------- |
| 13.     | 26 stycznia | 1996 | Lienz                | Gigant            | Karine Ruby                 |
| 7.      | 28 stycznia | 1996 | Lienz                | Slalom równoległy | Marion Posch                |
| 18.     | 21 stycznia | 1997 | San Candido          | Gigant            | Sondra van Ert              |
| 5.      | 23 stycznia | 1997 | San Candido          | Slalom            | Heidi Renoth                |
| 6.      | 25 stycznia | 1997 | San Candido          | Slalom równoległy | Dagmar Mair unter der Eggen |
| 17.     | 26 stycznia | 1997 | San Candido          | Snowboardcross    | Karine Ruby                 |
| 13.     | 12 stycznia | 1999 | Berchtesgaden        | Gigant            | Margherita Parini           |
| 11.     | 14 stycznia | 1999 | Berchtesgaden        | Gigant równoległy | Isabelle Blanc              |
| 12.     | 15 stycznia | 1999 | Berchtesgaden        | Slalom równoległy | Marion Posch                |
| 15.     | 23 stycznia | 2001 | Madonna di Campiglio | Gigant            | Karine Ruby                 |

### Puchar Świata

#### Miejsca w klasyfikacji generalnej
- 1994/1995 – –
- 1995/1996 – 21.
- 1996/1997 – 5.
- 1997/1998 – 9.
- 1998/1999 – 18.
- 1999/2000 – 26.
- 2000/2001 – 26.
- 2001/2002 – –

#### Miejsca na podium
1. Zell am See – 26 listopada 1994 (Gigant) – 3. miejsce
2. Sun Peaks – 17 grudnia 1996 (Snowcross) – 3. miejsce
3. Sun Peaks – 18 grudnia 1996 (Gigant) – 1. miejsce
4. Lenggries – 12 stycznia 1997 (Slalom) – 2. miejsce
5. Kreischberg – 17 stycznia 1997 (Snowcross) – 3. miejsce
6. Olang – 28 lutego 1997 (Gigant) – 3. miejsce
7. Grächen – 6 marca 1997 (Slalom) – 1. miejsce
8. Bardonecchia – 9 marca 1997 (Slalom równoległy) – 2. miejsce
9. Sölden – 30 listopada 1997 (Gigant) – 3. miejsce
10. Sestriere – 7 grudnia 1997 (Gigant) – 3. miejsce
11. Oberstdorf – 27 lutego 1998 (Gigant) – 3. miejsce
12. Morzine – 6 stycznia 1999 (Gigant równoległy) – 3. miejsce
13. Ischgl – 5 lutego 2000 (Gigant) – 3. miejsce

- W sumie 2 zwycięstwa, 2 drugie miejsca i 9 trzecich miejsc.